# Municipio de Chamula
El municipio de Chamula es uno de los 124 municipios en los que se encuentra dividido para su régimen interior el estado mexicano de Chiapas. Localizado en los Altos de Chiapas, su cabecera es el pueblo de San Juan Chamula.

## Toponimia
El nombre Chamula se interpreta como "agua espesa, como de adobe".

## Geografía

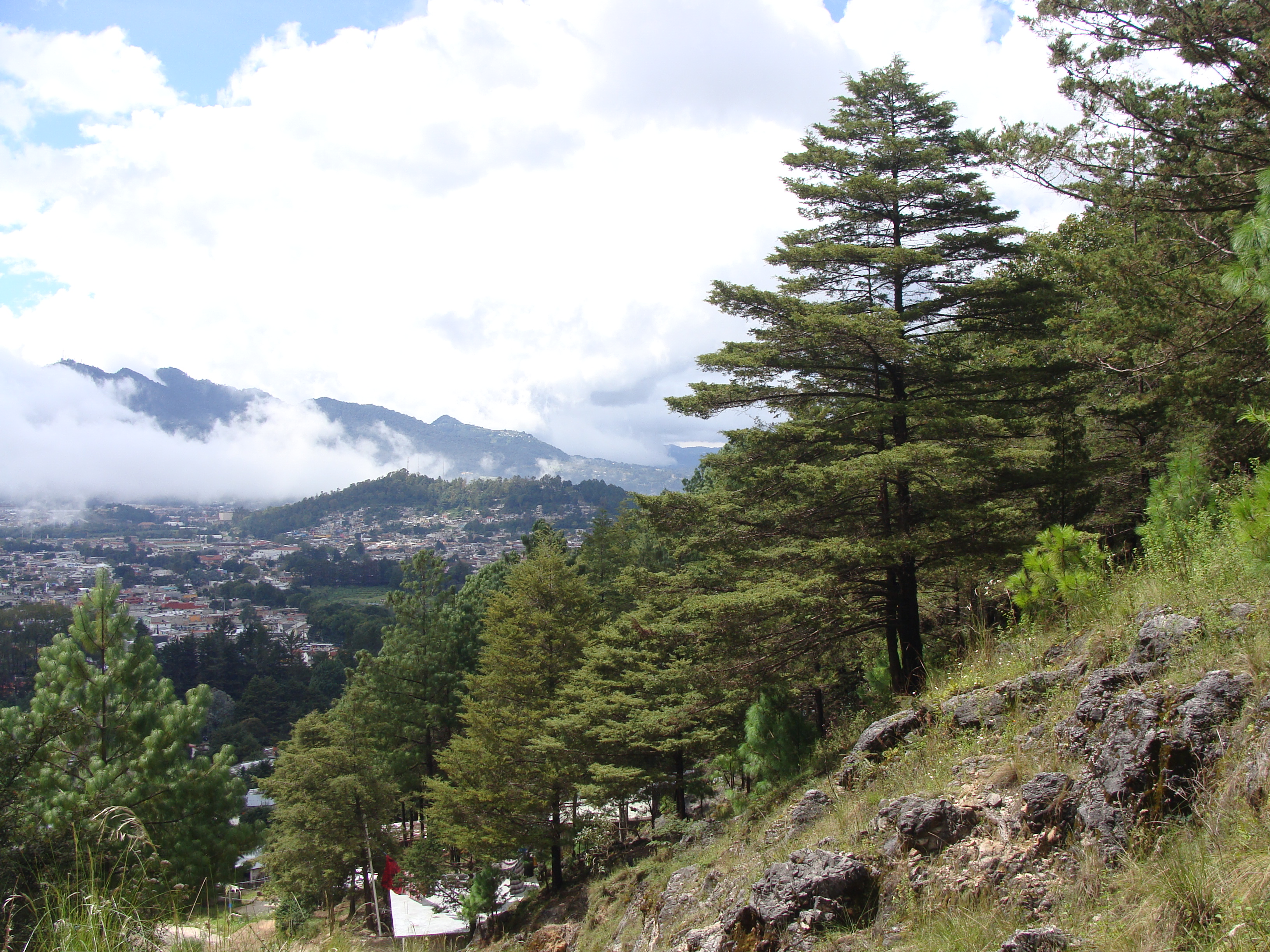
Entorno de Los Altos de Chiapas

El municipio de Chamula se encuentra ubicado en el centro-norte del territorio del estado de Chiapas. Integra la región socioeconómica V Altos Tsotsil Tseltal, caracterizada por su entorno natural montañoso y boscoso y su diversidad étnica y cultural. 
Chamula tiene una extensión territorial de 344.34 km².
Sus coordenadas extremas son 92°51′23″ - 92°31′36″ O de longitud oeste y 16°44′10″ - 16°53′52″ N de latitud norte.
Limita al este con el municipio de Tenejapa, al noroeste con el municipio de Larráinzar, al norte con los municipios de Aldama, Chenalhó y Mitontic; al oeste con el municipio de Ixtapa, al sureste con el municipio de San Cristóbal de las Casas y al suroeste con el municipio de Zinacantán.
Según la clasificación climática de Köppen, el clima corresponde al tipo Cwb - Templado con invierno seco (verano suave).

## Demografía
De acuerdo a los resultados del Censo de Población y Vivienda de 2020 realizado por el Instituto Nacional de Estadística y Geografía, la población total del municipio es de 101 967 habitantes, lo que representa un crecimiento promedio de 2.9% anual en el período 2010-2020 sobre la base de los 76 941 habitantes registrados en el censo anterior. Al año 2020 la densidad del municipio era de 295,9 hab/km².
| Gráfica de evolución demográfica de Municipio de Chamula entre 2000 y 2020 |
|                                                                            |
| Fuente: Instituto Nacional de Estadística Geografía e Informática          |

El 46% de los habitantes eran hombres y el 54% eran mujeres. El 77.4% de los habitantes mayores de 15 años (41 104 personas) estaba alfabetizado. Prácticamente la totalidad de la población, (101 587 personas), es indígena.
En el año 2010 estaba clasificado como un municipio de grado muy alto de vulnerabilidad social, con el 69.68% de su población en estado de pobreza extrema. Según los datos obtenidos en el censo de 2020, la situación de pobreza extrema afectaba al 52.3% de la población (53 862 personas).

### Localidades
En el censo de 2020 el municipio de Chamula contaba con 157 localidades.
| Código INEGI      | Localidad         | Población (2020) |
| ----------------- | ----------------- | ---------------- |
| 070230001         | San Juan Chamula  | 4 727            |
| 070230071         | Yaltem            | 2 414            |
| 070230008         | Bautista Chico    | 2 194            |
| 070230126         | Arvenza Uno       | 1 980            |
| 070230020         | Chicumtantic      | 1 959            |
| 070230038         | Muquén            | 1 932            |
| 070230018         | Cruztón           | 1 860            |
| 070230014         | Catishtic         | 1 848            |
| 070230039         | Narváez           | 1 816            |
| 070230054         | Saclamantón       | 1 761            |
| 070230047         | El Pozo           | 1 704            |
| 070230019         | Cuchulumtic       | 1 622            |
| 070230052         | Romerillo         | 1 604            |
| 070230133         | Majomut           | 1 546            |
| 070230040         | Nichnamtic        | 1 488            |
| 070230088         | Pugchén Mumuntic  | 1 472            |
| 070230041         | Las Ollas         | 1 420            |
| 070230064         | Tzontehuitz       | 1 395            |
| 070230075         | Yitic             | 1 371            |
| 070230043         | Pajaltón Alto     | 1 337            |
| 070230138         | Tentic            | 1 266            |
| 070230089         | Bautista Grande   | 1 264            |
| 070230035         | Macvilho          | 1 234            |
| 070230031         | Jomalho           | 1 227            |
| 070230042         | Pajaltón Bajo     | 1 225            |
| 070230098         | Kotolté           | 1 225            |
| 070230021         | Chicviltenal      | 1 208            |
| 070230070         | Yaalhichín        | 1 204            |
| 070230023         | Chiotic           | 1 189            |
| 070230012         | Callejón          | 1 089            |
| 070230062         | Tzajaltetic       | 1 088            |
| 070230024         | Epalchén          | 1 076            |
| 070230153         | Nachauc           | 1 074            |
| 070230057         | Santa Ana         | 1 055            |
| 070230033         | Laguna Petej      | 1 013            |
| Otras localidades | Otras localidades | 47 080           |
| Total municipal   | Total municipal   | 101 967          |

## Salud y educación
En 2010 el municipio tenía un total de 12 unidades de atención de la salud, con 30 personas como personal médico. Existían 105 escuelas de nivel preescolar, 130 primarias, 18 secundarias, 2 bachillerato y 103 escuelas primarias indígenas.

## Actividades económicas
Sobre la base de las unidades afectadas a cada sector, las principal actividad económica del municipio es el comercio minorista y en menor medida la prestación de servicios de alojamiento temporal y preparación de alimentos y bebidas y la prestación de servicios generales no gubernamentales.

## Política

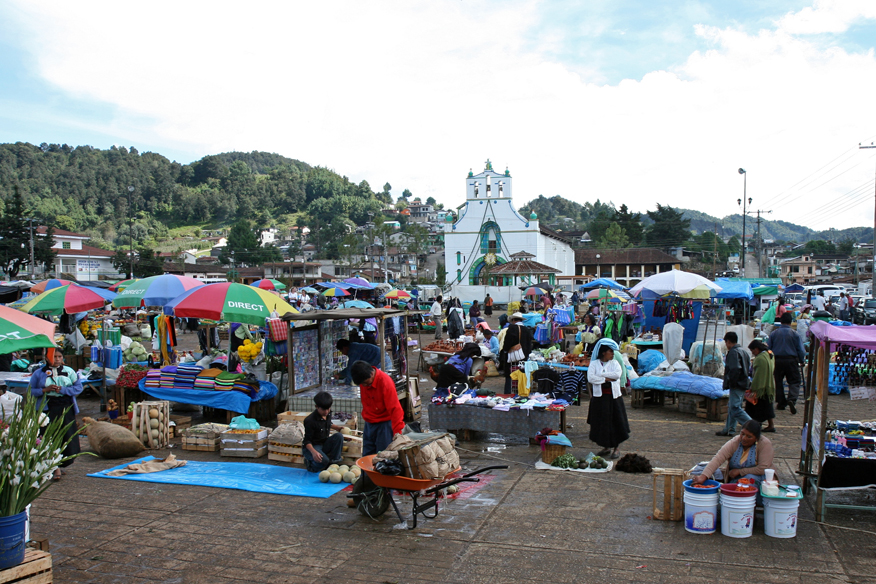
Plaza del mercado en la cabecera municipal

El gobierno del municipio de Chamula corresponde a su ayuntamiento. Éste es electo por sufragio directo, universal y secreto para un periodo de tres años no renovables para el periodo inmediato pero si de forma no consecutiva, el periodo constitucional comienza el día 1 de enero del año siguiente a su elección.
El Ayuntamiento se integra por el presidente municipal, un Síndico y un cabildo formado por diez regidores; seis electos por mayoría y cuatro por el principio de representación proporcional.

### Representación legislativa
Para la elección de diputados locales al Congreso de Chiapas y de diputados federales a la Cámara de Diputados federal, el municipio de Chamula se encuentra integrado en los siguientes distritos electorales:
Local:
- Distrito electoral local de 22 de Chiapas con cabecera en San Juan Chamula.[20]

Federal:
- Distrito electoral federal 5 de Chiapas con cabecera en San Cristóbal de Las Casas.[21]

### Presidentes municipales
- 1988 - 1991:
- 1991 - 1995:
- 1995 - 1996: Enrique Lunes Patishtán
- 1997 - 1998: Florencio Collazo Gómez
- 1998 - 2001: Pascual Díaz López
- 2001 - 2004: José Gómez Gómez
- 2004 - 2007: Domingo López Santiz
- 2007 - 2010: Domingo López González
- 2010 - 2012: Dagoberto de Jesús Hernández Díaz
- 2012 - 2015: Sebastián Collazo Díaz
- 2015 - 2016: Domingo López González [22][23]
- 2016: Mateo Gómez Gómez [24][25]
- 2016: Mario Santiz Gómez[26]
- 2018 - 2021: Ponciano Gómez Gómez
- 2021- 2024: Juan Collazo Díaz "Xun Tzin "

2024-2027: Pascual Sánchez Gómez "Xakita mol" PT